# River Greta (Tees)
Der River Greta ist ein Wasserlauf im County Durham, England. Er entsteht am Zusammenfluss von Yardstone Beck und Ay Gill. Er fließt in östlicher Richtung immer südlich der A66 road. An der Greta Bridge südöstlich von Barnard Castle wendet er sich nach Norden und unterquert die Straße, um kurz danach am sogenannten Meeting of the Waters in den Tees zu münden.